# Oritoniscus condei
Oritoniscus condei is een pissebed uit de familie Trichoniscidae. De wetenschappelijke naam van de soort is voor het eerst geldig gepubliceerd in 1956 door Brian.